# 幌成站

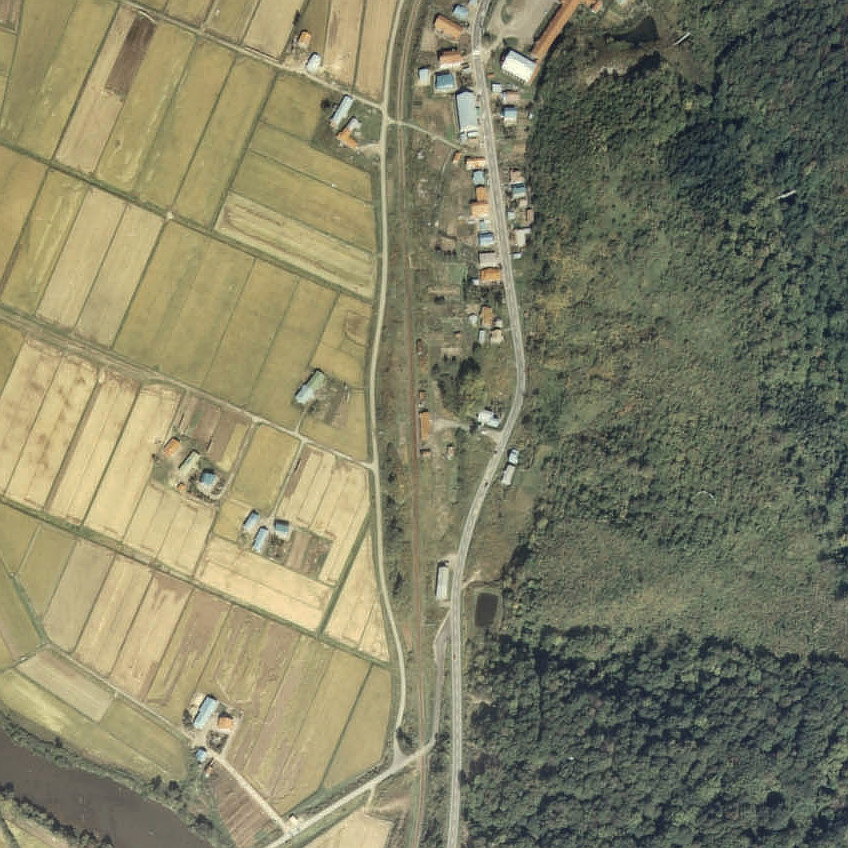
1977年的幌成站與方圓約500米範圍。上方為朱鞠內方向。曾經在車站大樓旁邊，靠近深川一方設有貨物月台和引込線。

幌成站（日语：／ Horonari eki */?）是位於北海道深川市多度志町幌成，北海道旅客鐵道（JR北海道）的深名線車站（廢站）。隨著深名線廢線，車站在1995年（平成7年）9月4日廢除。

## 歷史
- 1926年（大正15年）11月10日 - 鐵道省雨龍線多度志站至鷹泊站之間開通，此站啟用。
- 1931年（昭和6年）10月10日 - 改線改名為幌加內線，成為幌加內線車站。
- 1941年（昭和16年）10月10日 - 改線改名為深名線，成為深名線車站。
- 1949年（昭和24年）6月1日 - 日本國有鐵道成立，成為日本國有鐵道車站。
- 1963年（昭和38年）4月1日 - 成為業務委託車站。
- 1982年（昭和57年）11月1日 - 結束處理貨物和行李。車站無人化（簡易委託）。
- 1980年代後期 - 車站大樓使用了守車改裝而成。
- 1987年（昭和62年）4月1日 - 伴隨國鐵分割民營化，車站由北海道旅客鐵道（JR北海道）營運。
- 日時不詳[注 1] - 結束簡易委託，完全成為無人車站。
- 1995年（平成7年）9月4日 - 深名線全線廢除，此站也廢除。

## 車站構造
截至車站廢除前，車站是一座地面車站，設有1面1線的單式月台。月台位於路軌東邊（名寄方向的列車會開啟右邊車門）。在本線靠近深川一方設有分支，連接車站大樓南邊的舊貨物月台（缺角式月台）和側線。曾經此站可進行列車交會。
此站是無人車站，在有人車站時代還有車站大樓，後來車站大樓使用被改造的守車。車站大樓位於站內東邊，鄰接月台。此站為深名線唯一使用舊車輛改造的車站大樓。大樓外牆塗裝與宗谷本線同類型車站相同。在翻新前，木製車站大樓的門口是一扇木製框架的單扇玻璃門。

## 站名的由來
現時，雨龍川支流的幌內川的名稱源自阿伊努語的「ポロナイ（poro-nay）」，其意思是大、河流。但是，由於幌內線內已經有相同讀音的車站，因此才把此站名定為「幌成」。現時的市區名稱也名為「幌成」，山田秀三推測「當站名變更時，當地的地方名自然也會被變更，因為在地圖也會書寫幌成」。

## 使用狀況
- 在1992年度（平成4年度），1日的上下車人次為20人[2]。

## 車站周邊
車站位於兩座山之間。
- 國道275號（空知國道）
- 北海道道920號幌內湯內線
- 幌成簡易郵局
- 屈狩水壩 - 車站東南方約4公里[4]。
- 雨龍川[8]
- 幌內川 - 站名的讀音取自該河流名稱。
- JR北海道巴士深名線（日语：深名線 (ジェイ・アール北海道バス)）「幌成」巴士站

## 現況

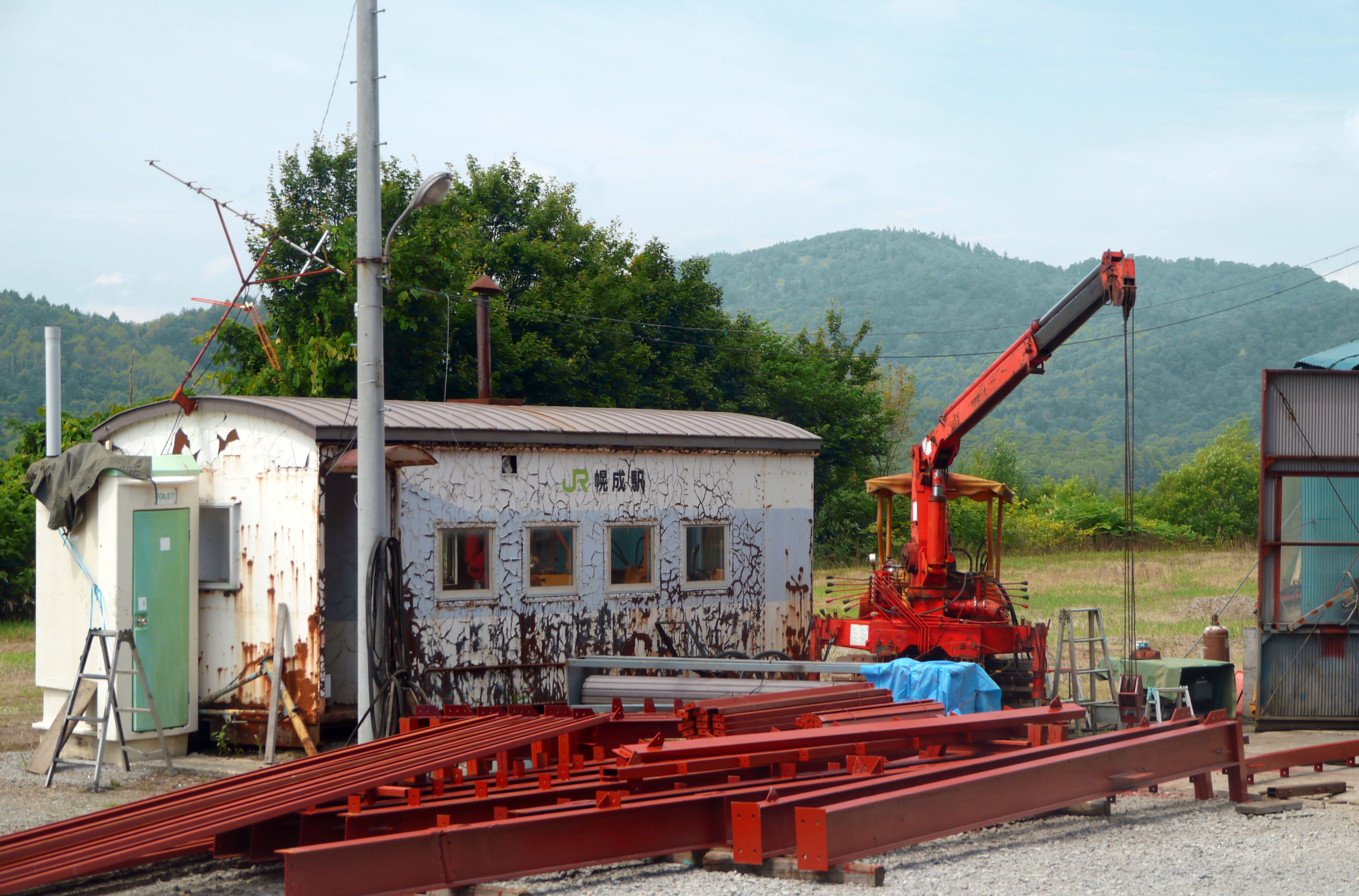
舊車站大樓變成了機器維修車間辦公室　(2011年8月)

截至2000年（平成12年），車站周邊都變成空地，但是舊守車的車站大樓仍然存在，大樓上還寫上「JR幌成站」。後來附近一家農業機械工場遷移至此站，開設了事務所。截至2010年（平成22年）和2011年（平成23年）也是同樣。除了大樓外已經看不到其他遺蹟，而車站遺址建設了通道前往町道。

## 相鄰車站
北海道旅客鐵道（JR北海道）
深名線
宇摩－幌成－下幌成

## 注腳